# Johnstonmawsonia porichthydis
Johnstonmawsonia porichthydis is een rondwormensoort uit de familie van de Rhabdochonidae. De wetenschappelijke naam van de soort is voor het eerst geldig gepubliceerd in 2002 door Tanzola & Gigola.